# Куровское
Куровско́е — город в Московской области России, на реке Нерской (левый приток реки Москвы), в Мещёре в 90 км к юго-востоку от столицы и 29 км к югу от районного центра. Входит в Орехово-Зуевский городской округ. Железнодорожный узел (станция Куровская; линии Москва — Казань, Воскресенск — Орехово-Зуево).
Население — 20 605 человек (2024).

## История
Первые поселения в окрестностях Куровского появились ещё в каменном веке. С конца первого тысячелетия нашей эры близ Куровского селятся славянские племена вятичей; они хоронили умерших в курганах на берегу реки Нерской (неподалёку от Пролетарки). Уже в XVI веке появляется Куровской починок, на месте которого в 1646 году впервые упоминается деревня Куровская. Рост и развитие деревни в XIX веке связан с возникновением хлопко-ткацкого производства Балашовых; начиналось оно в 1838 г. с небольшого сарая с 10 станками, затем выросло в ткацкую фабрику (в 1876 г. было создано Товарищество мануфактур Балашовых, на предприятиях которого работало 670 человек).
В 1890 году рядом с Куровской была проложена железная дорога Орехово-Зуево — Егорьевск, а в 1913 году — Московско-Казанская железная дорога, на которой появилась станция Куровская. Перед Октябрьской революцией Куровская включала деревню и отделённый от неё болотистой местностью (позднее застроенной) железнодорожный посёлок при станции. В 1929 году после возведения новой прядильной фабрики в Куровской создаётся меланжевый комбинат, а сама Куровская становится центром Куровского района (в 1959 г. объединён с Орехово-Зуевским). В 1931 году Куровская является уже рабочим посёлком.
В 1952 году посёлок Куровская преобразован в город районного подчинения Куровское.
До января 2018 года входил в Орехово-Зуевский район. В одноимённом Орехово-Зуевском муниципальном районе в ходе муниципальной реформы и в соответствии с Законом Московской области от 28.02.2005 года № 67/2005-ОЗ «О статусе и границах Орехово-Зуевского муниципального района и вновь образованных в его составе муниципальных образований» город был единственным населённым пунктом в составе муниципального образования «городское поселение Куровское», упразднённое 10 января 2018 года. Оно граничило с бывшими сельскими поселениями Давыдовским, Новинским и Ильинским. Площадь территории городского поселения составляла 1957 га.

## Население
| 1926    | 1939    | 1959    | 1967    | 1970    | 1979    | 1989    |
| ------- | ------- | ------- | ------- | ------- | ------- | ------- |
| 3385    | ↗11 422 | ↗16 350 | ↗17 000 | ↗17 476 | ↗19 329 | ↗21 139 |
| 1992    | 1996    | 1998    | 2002    | 2003    | 2005    | 2006    |
| ↘20 900 | ↘20 600 | ↘20 500 | ↘19 507 | ↘19 500 | ↘19 200 | ↘19 100 |
| 2007    | 2009    | 2010    | 2011    | 2012    | 2013    | 2014    |
| ↘19 000 | ↘18 724 | ↗21 819 | ↘21 800 | ↘21 664 | ↘21 608 | ↘21 436 |
| 2015    | 2016    | 2017    | 2018    | 2019    | 2020    | 2021    |
| ↘21 246 | ↘21 223 | ↘21 089 | ↘20 844 | ↘20 605 | ↘20 598 | ↘19 857 |
| 2023    | 2024    |         |         |         |         |         |
| ↘19 803 | ↗19 890 |         |         |         |         |         |

## Культура, образование
В городе расположены Куровской политехнический техникум (КПТ), филиал Московского психолого-социального университета, четыре детских сада, три средних школы, гимназия, музыкальная школа, спортивная школа;
единоверческий храм, Гуслицкий Спасо-Преображенский монастырь.
В городе имеется Дворец культуры, под крышей которого находится библиотека для взрослых, Центр детского творчества, в котором находится детская библиотека и дворец спорта «Молодёжный».

## Экономика
Пищевая промышленность. Крупная прядильная фабрика (ОАО «Куровской текстиль») в 2000 году была признана банкротом, а её имущество продано на аукционе. Сегодня в старинных корпусах фабрики расположено производство листов из поликарбоната. 
В городе расположены торговые сети : «Тарелочка», «Пятёрочка», «Дикси», «Магнит», «Светофор», «ДНС», «Фикспрайс», «Голден Таурус», «Комфортум», «Умелый», «Кораблик», «ОДЖИ», KFC .
Транспорт
Железнодорожные электропоезда в четыре направления: на Москву, на восток до станции Вековка, на север до Александрова и на юг до Егорьевска, либо через Воскресенск до Непецино, либо до станций Михнево, Жилево (Ступинский район Московской области).
Также есть автобусы, которые идут в Орехово-Зуево (№ 22), Давыдово (№ 33), Анциферово (№ 31), Егорьевск (№ 47), и кольцевой автобус, который идёт через микрорайон Заречный (№ 16).

## Известные уроженцы
- Балашов, Абрам Абрамович

## Телевидение и радио
Город расположен в зоне охвата Останкинской телебашни, РТПС № 3 г.Шатура (Ботино), РЦ № 7 Авсюнино и РРС-Двойни (Егорьевский р-н).
- 99,9 Авторадио, РЦ № 7 Авсюнино (Ликино-Дулёво, 5кВт).

ТВ
- 1 Первый канал (Останкино)
- 3 ТВ Центр (Останкино)
- 8 НТВ (Останкино)
- 11 Россия-1 (Останкино)
- 21 Первый канал (Ботино)
- 26 Россия-1 (Ботино)